# Troncedo (Huesca)
Troncedo es una localidad española perteneciente al municipio de La Fueva, en el Sobrarbe, provincia de Huesca, Aragón.

## Geografía
Troncedo es un lugar que se encuentra a 1 008 m s. n. m. en el extremo sudoriental de La Fueva, en lo alto de un cerro en el declive de la sierra del Turón desde Graus hasta la hondonada fuevana, pero que en la actualidad se hace por la carretera HU-V-6441. La característica más definitoria de Troncedo es su castillo, del cual no se guarda más que la torre del homenaje, de dimensiones superiores a las de otros castillos principales en el Sobrarbe (el castillo de Aínsa o el castillo de Boltaña), lo que hace pensar en las proporciones que podía tener en su época de uso.

## Historia
Por la importancia del castillo de Troncedo se sabe de la antigüedad del lugar, pues se han podido hallar documentos desde el reinado de Sancho el Mayor (primera mitad del siglo XI) que ya dan testimonio de lo importante que era defender el condado de Sobrarbe así como la cercana villa de Graus que todavía era mora. En 1797 Troncedo tenía 150 habitantes.

## Urbanismo
La población de Troncedo la forman dos caseríos esparcidos. Uno, posiblemente más antiguo, se disponía alrededor el castillo y de la iglesia parroquial y lo forma una sola calle en la que hay una veintena de casas. En este caserío, las construcciones han aprovechado la irregularidad del terreno de la cresta del cerro en a que se asentan. El segundo caserío, un poco más apartado, se encuentra por debajo del caserío principal, en la bajante que lleva al barranco del Salinar. Se llama Casas de San Ángel y consiste en algunas casas que bordean una iglesia que quizás haya estado consagrada a san Miguel en algún otro momento, aunque en la actualidad lo está a san Victorián.
La iglesia parroquial es románica del siglo XII y se halla en lo alto de una peña algo por encima de la carretera (que pasa justo al lado). Está consagrada en honor a san Esteban.

## Demografía
| 32            | 35 | 35 | 33 | 30 | 29 | 26 | 27 | 28 | 30 | 24 | 23 | 33 |
| (Fuente: INE) |    |    |    |    |    |    |    |    |    |    |    |    |

## Imágenes

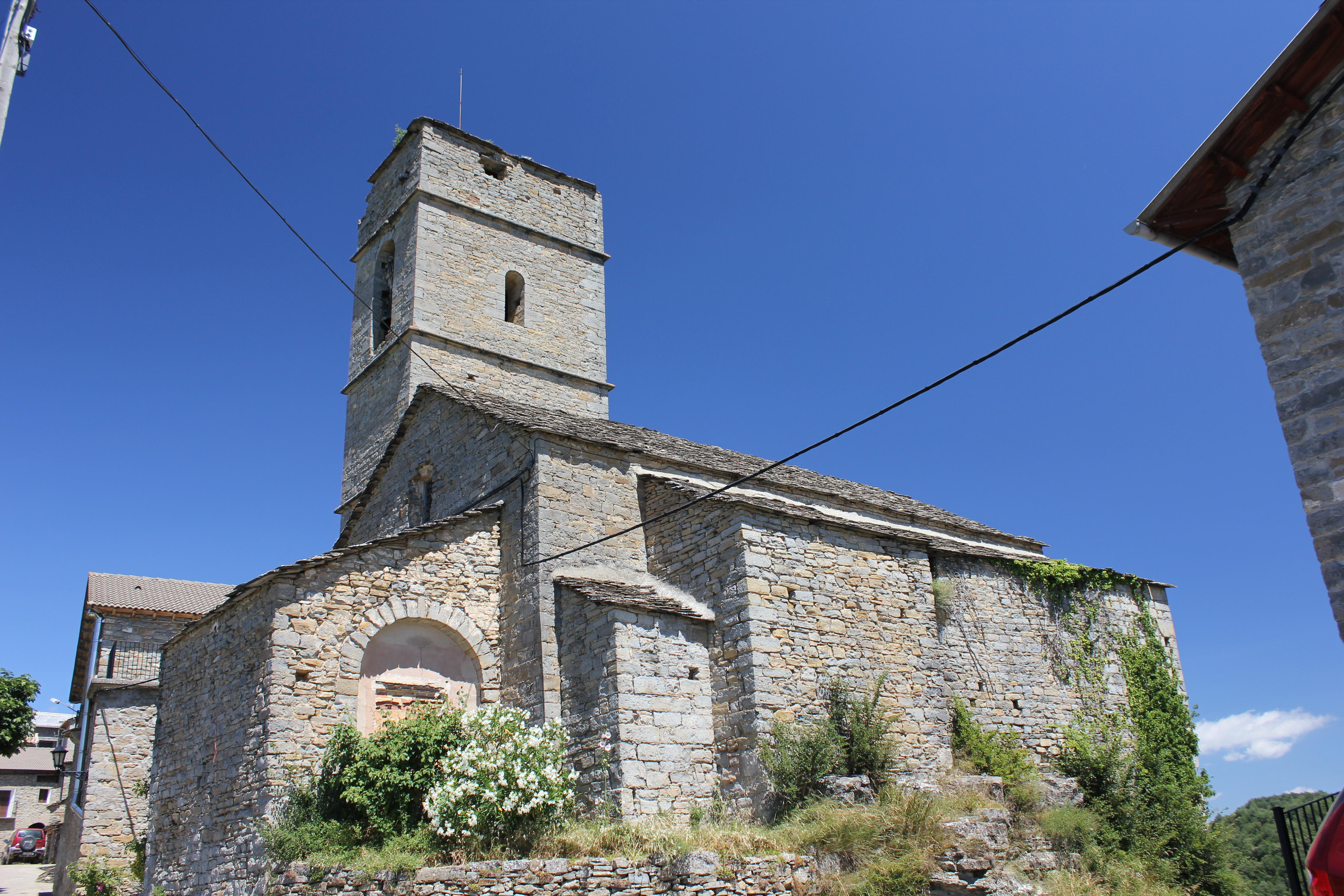
Iglesia de san Esteban de Troncedo, románica del siglo XII.
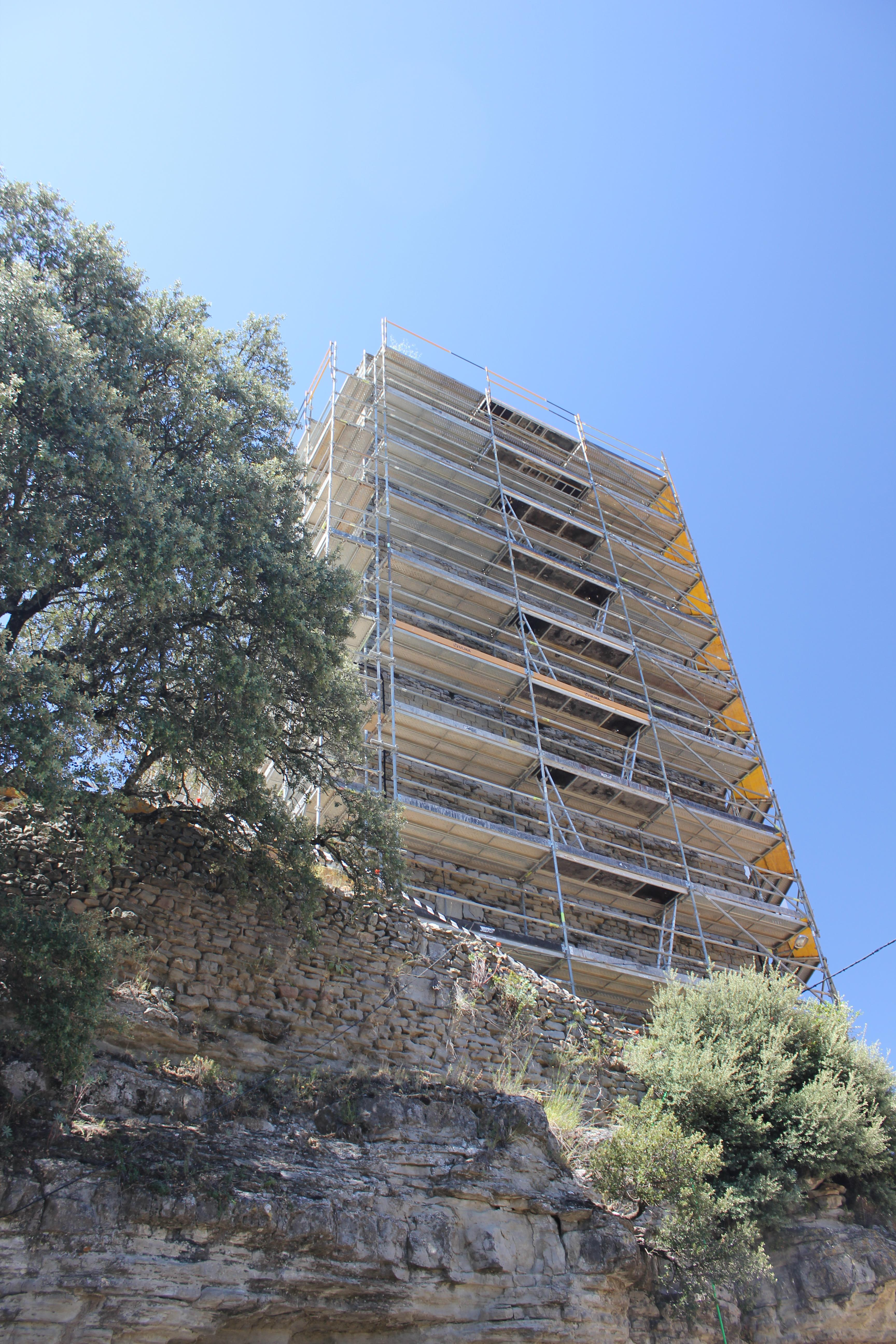
El castillo de Troncedo, en rehabilitación durante el verano de 2010

## Fiestas
- 15 de mayo, romería a la ermita de san Isidro Labrador.[4]
- 1 de julio, romería a la ermita de san Úrbez.[5]
- 10 de agosto, fiesta mayor: en honor a san Lorenzo.[2][6]
- 26 de diciembre, fiesta de inverino: en honor a san Esteban.[7]